# Papua-Nowa Gwinea na Mistrzostwach Świata w Lekkoatletyce 2011
Papua-Nowa Gwinea na Mistrzostwach Świata w Lekkoatletyce 2011 reprezentowana była przez dwoje zawodników.

## Występy reprezentantów Papui-Nowej Gwinei

### Mężczyźni

#### Konkurencje biegowe
| Konkurencja   | Zawodnik     | Eliminacje | Eliminacje | Półfinał | Półfinał | Finał    | Finał   |
| Konkurencja   | Zawodnik     | Rezultat   | Pozycja    | Rezultat | Pozycja  | Rezultat | Pozycja |
| ------------- | ------------ | ---------- | ---------- | -------- | -------- | -------- | ------- |
| Bieg na 400 m | Nelson Stone | 47.86      | 30         |          |          |          |         |

### Kobiety

#### Konkurencje biegowe
| Konkurencja   | Zawodniczka | Eliminacje | Eliminacje | Półfinał | Półfinał | Finał    | Finał   |
| Konkurencja   | Zawodniczka | Rezultat   | Pozycja    | Rezultat | Pozycja  | Rezultat | Pozycja |
| ------------- | ----------- | ---------- | ---------- | -------- | -------- | -------- | ------- |
| Bieg na 400 m | Betty Burua | 56.98      | 33         |          |          |          |         |